# Andrzej Gonet
Andrzej Józef Gonet (ur. 7 stycznia 1951 w Krośnie) – polski inżynier środowiska, specjalista w zakresie geoinżynierii i wiertnictwa, profesor nauk technicznych, profesor Akademii Górniczo-Hutniczej im. Stanisława Staszica w Krakowie, w latach 2000–2004 rektor Państwowej Wyższej Szkoły Zawodowej w Krośnie.

## Życiorys
W 1975 ukończył studia na Akademii Górniczo-Hutniczej im. Stanisława Staszica w Krakowie. Doktoryzował się w 1980 na macierzystej uczelni. Stopień naukowy doktora habilitowanego uzyskał w 1989 na AGH w oparciu o pracę: Technologia stołowego wiercenia otworów kierunkowych w świetle badań modelowych i warunków geologicznych. Tytuł profesora nauk technicznych otrzymał 22 lipca 1998.
Jako nauczyciel akademicki związany z Akademią Górniczo-Hutniczą im. Stanisława Staszica w Krakowie; w 1994 objął stanowisko profesora nadzwyczajnego, a w 2003 profesora zwyczajnego (po zmianach prawnych profesora). W latach 1990–1996 był prodziekanem Wydziału Wiertniczo-Naftowego, a w latach 1996–1999 i 2008–2016 pełnił funkcję dziekana Wydziału Wiertnictwa, Nafty i Gazu. Ponadto na AGH był zastępcą dyrektora Instytutu Wiertniczo-Naftowego (1987–1988) oraz kierownikiem Zakładu Wiertnictwa (1992–1996) i Zakładu/Katedry Wiertnictwa i Geoinżynierii (1999–2008).
Był współorganizatorem powstałej w 1999 Państwowej Wyższej Szkoły Zawodowej w Krośnie, w której pracował na stanowisku profesora zwyczajnego. W latach 1999–2000 był prorektorem tej uczelni, zaś w latach 2000–2004 pełnił funkcję jej rektora.
Autor ponad 360 publikacji, promotor 10 doktorów. Uczestniczył w pracach zabezpieczających kopalnie soli w Wieliczce, Slănic Prahova, Kłodawie i Bochni. Został członkiem Komitetu Górnictwa PAN i Komisji Zagrożeń Cywilizacyjnych PAU.
W 2004, za wybitne zasługi w pracy naukowej, dydaktycznej i organizacyjnej, został odznaczony Krzyżem Kawalerskim Orderu Odrodzenia Polski, a w 2022 otrzymał Krzyż Oficerski. Otrzymał także Złoty Krzyż Zasługi (1995) oraz Medal Komisji Edukacji Narodowej (2000).